# خالد أبو هلال
خالد أبو هلال (20 مايو 1968 - 16 نوفمبر 2023)، كان سياسي فلسطيني والأمين العام لحركة الأحرار الفلسطينية، ولد عام 1968 برفح وكان منتميا لحركة فتح في بداية الثمانينيات، وقد أسس في 7 يوليو 2007 حركة الأحرار الفلسطينية عقب سيطرة حركة حماس على قطاع غزة.

## سيرته
ولد أبو هلال في مخيم بشيت في محافظة رفح عام 1968، وقد التحق بحركة فتح في عام 1984، وسجن عدة فترات كان أولها عام 1983 ، وفي 2007 وبعد سيطرة حماس على قطاع غزة، أعلن أبوهلال عن تأسيس حركة فتح إلياسر في ساحة المجلس التشريعي بغزة، وقد غير اسمها فيما بعد لتصبح حركة الأحرار الفلسطينية ، استشهد في قصف إسرائيلي لبيته عام 2023 في معركة طوفان الأقصى.